# N24 (Rumunia)
Național 24 Plus – druga telewizja informacyjna w Rumunii. Należy do Centrul Național Media, której właścicielami są bracia Micula.